# Gikongorora
Gikongorora är ett periodiskt vattendrag i Burundi.   Det ligger i provinsen Muyinga, i den norra delen av landet, 150 kilometer nordost om huvudstaden Bujumbura.
Omgivningarna runt Gikongorora är en mosaik av jordbruksmark och naturlig växtlighet. Runt Gikongorora är det ganska tätbefolkat, med 160 invånare per kvadratkilometer.